# Соломоновы Острова на летних Олимпийских играх 2004
Соломоновы Острова принимали участие в Летних Олимпийских играх 2004 года в Афинах (Греция) в шестой раз за свою историю, но не завоевали ни одной медали. Сборную страны представляли один мужчина и одна женщина, участвовавшие в турнире легкоатлетов.

## Лёгкая атлетика
Спортсменов — 2
Мужчины
| Спортсмен       | Вид   | Забег     | Забег | Четвертьфинал | Четвертьфинал | Полуфинал | Полуфинал | Финал     | Финал     |
| Спортсмен       | Вид   | Результат | Место | Результат     | Место         | Результат | Место     | Результат | Место     |
| --------------- | ----- | --------- | ----- | ------------- | ------------- | --------- | --------- | --------- | --------- |
| Фрэнсис Маниору | 100 м | 11,05     | 7     | Не прошёл     | Не прошёл     | Не прошёл | Не прошёл | Не прошёл | Не прошёл |

Женщины
| Спортсмен   | Вид   | Забег     | Забег | Четвертьфинал | Четвертьфинал | Полуфинал | Полуфинал | Финал     | Финал     |
| Спортсмен   | Вид   | Результат | Место | Результат     | Место         | Результат | Место     | Результат | Место     |
| ----------- | ----- | --------- | ----- | ------------- | ------------- | --------- | --------- | --------- | --------- |
| Дженни Кени | 100 м | 12,76     | 8     | Не прошла     | Не прошла     | Не прошла | Не прошла | Не прошла | Не прошла |